# Нисикава, Таканори
Таканори Нисикава (яп. 西川 貴教 Нисикава Таканори, род. 19 сентября 1970 в Хиконе, вырос в городе Ясу) — японский поп- и рок-певец, актёр, сэйю, бизнесмен. Более известен как T.M.Revolution (Takanori Makes Revolution), репертуар Нисикавы включает в себя, в основном, энергичную музыку. При помощи поп-музыки и электрогитар звук T.M.Revolution имеет электронное направление с ритмами, позаимствованными из танцевальной музыки и транса. Популярность T.M.Revolution основывается на его харизме, динамичности песен, знаменитости композитора и отдельных произведениях. Кроме того, Таканори является вокалистом японской рок группы Abingdon Boys School.

## Биография

### Юность
Нисикава родился в Хиконе, в простой семье, которая не имела отношения к музыке: отец Ясухиро, государственный служащий, мать Кадзуко (умерла в августе 2017 года), стоматолог в Хиконе, затем переехали в Ясу, префектура Сига.
Учился в начальной школе Миками (三上小学校), Нисикава был в хороших отношениях со своим дедушкой (полицейский в отставке), к которому он всегда приходил после школы, так как родители всегда работали. Под руководством своего деда Таканори изучал кэндо, но когда Таканори было 10 лет его дед умер из-за болезни.
Затем Нисикава учился в средней школе Ясу (野洲中学校) и старшая школа Ясу (滋賀県立野洲高等学校 Shiga Kenritsu Yasu Kōtō Gakkō). Во время учебы в средней школе Таканори всерьез задумался о карьере музыканта.

### Luis-Mary
Нисикава присоединился к visual kei группе Luis-Mary в 1990 в качестве вокалиста. Его псевдонимом был Haine (灰猫?) и его внешность на тот период времени позже станет вдохновением для героя Нисикавы в Gundam SEED destiny Хайне Вестенфлусса (Heine Westenfluss). Luis-Mary выпустили 3 сингла: "Rainy Blue"(21.11.91), "Whisper(In Your Eyes)"(10.03.92) и "Drive Me Mad"(21.10.92), группа распалась в 1993 году.

### За пределами Японии
Нисикава был почетным гостем на Comic Con 2008 в Нью-Йорке.
В 2008 году Таканори снялся в фильме Corazon de Melon. Его премьера состоялась на Cantor Film Center в Нью-Йорке 28 сентября 2008 года в рамках кинофестиваля.

### Посолпрефектуры Сига
Таканори имеет звание : первый Культурный Посол в префектуре Сига, его родном регионе. На церемонии инаугурации он сказал: 
Я хочу вернуть долг своему родному месту музыкой!
и осуществил свой план. В 2009 он участвовал в двухдневном событии "inazuma Rock Fes" (Inazuma означает молния, ассоциируется с первым символом Сига) в приозерном парке в городе Кусацу рядом с его родным местом 19 и 20 сентября.

### Defröck Records
Нисикава создал свой собственный лейбл, который назывался "Defrock Records".

### Личная жизнь
Таканори был женат на Юми Ёсимуре (Puffy AmiYumi) с 1999 по 2002.

## T.M.Revolution

### Начало
В 1995 году продюсер Дайсукэ Асакура подписал с Таканори контракт с лейблом FunHouse, который сейчас принадлежит BMG Japan. Они выпустили один сингл "Black or White?" под именем Daisuke Asakura expd. Takanori Nishikawa. Эта песня была записана в 1997 году и усовершенствована в 2000 в качестве двадцатого сингла TMR. Оригинальная "Black or White?" также является третьим треком в альбоме TMR’s Makes Revolution (1996).
Участвовал в небольшом событии с участниками из трех групп в ноябре 1995. Его фан-клуб Turbo был создан вскоре после этого, в декабре 1995.
В начале 1996 Нисикава несколько раз появился на радио, объявив о своем дебютном сольном проекте. 22 марта 1996 проект был назван "T.M.Revolution", а Асакура объявлен продюсером TMR. В мае того же года в продажу поступили сразу два сингла — это "Dokusai -monopolize-" и "Seishukujo -venus-".
В июле 1997 состоялся выход сингла "WHITE BREATH" и был распродан в количестве одного миллиона копий, с таким же успехом в январе 1998 года вышел в свет альбом "triple joker" и три новых сингла, которые были проданы в количестве двух миллионов копий, кроме того, они были выпущены ещё в нескольких странах. В следующем году был записан альбом "the force" и состоялся двухдневный концерт T.M.Revolution, доказавший, что число поклонников проекта стремительно растет. Два других сингла "HEAT CAPACITY" и "Madan ~Der Freischütz~" (魔弾 ～Der Freischütz～) и ремикс альбом "DISCORdanza: Try My Remix ~Single Collections~" и студийный альбом "progress" также в 2000 году.
Boarding был выпущен в 2001. Заглавный трек сингла был использован в качестве темы к драме под названием "To Make Divided a House (別れさせ屋Wakaresase Ya"
Нисикава начал своё продвижение, выпустив 16-й сингл "Out of Orbit ~Triple ZERO~" одним годом позже. (Асакура продолжил писать музыку для TMR). Его альбом-сборник B☆E☆S☆T был выпущен в следующем месяце. Epic Records Japan выкупил Antinos Records в том же году, и все альбомы из каталога Antinos были переизданы лейблом Epic. "Thunderbird" воодушевила режиссёра аниме Мицуо Фукуду попросить Нисикаву представить главную песню для Gundam SEED "INVOKE" выпущенная в сентябре 2002, была продана в количестве 250 тыс. копий и достигла второй позиции в чартах Oricon. Нисикава также озвучивал Мигеля Аймана в ранних сериях данного аниме и выступал в роли рассказчика.
Шестой альбом, который получил название "Coordinate" был выпущен в марте 2003 года. На обложке крупный планом находится оранжевый GINN, которым пилотировал Нисикава в "Gundam SEED".(Оранжевый любимый цвет Нисикавы). "Meteor" трек с альбома "coordinate" была саундтреком к Gundam SEEDВ альбом вошла композиция "THUNDERBIRD", которая первоначально была в альбоме "the force".
Tofu выпустила "coordinate" также "HEART OF SWORD ~Yoake Mae~" как бонусный трек. Нисикава дебютировал в Северной Америке выступая на Otakon в августе 2003 года.
Нисикава выпустил свой восемнадцатый сингл "Albireo" (Albireo -アルビレオ-) в феврале 2004 года. Она была использована в музыкальной программе AX MUSIC-TV на Nippon Television.
Седьмой альбом SEVENTH HEAVEN был выпущен в марте 2004 года. Tofu Records выпустили SEVENTH HEAVEN и спустя несколько недель Нисикава посетил Pacific Media Expo в мае 2004 года. "Zips" из SEVENTH HEAVEN была использована как саундтрек для Gundam SEED: Special Edition movie, а "Wheel of Fortune" была использована для "Formula Nippon" на "Fuji Television"
Альбом "Vertical infinity" был выпущен 26 января 2005 года. Знак бесконечности (∞) вертикально напоминал цифру 8 — это число значило количество уже существующих студийных альбомов T.M.Revolution. В альбом вошли "Web of Night"(как на японском так и на английском языках) и "ignited", также включены две англоязычные песни "Bring It On" и "Chase / The Thrill". В vertical infinity значительно заметны изменения в музыкальном направлении T.M.Revolution.
В 2005 году вышел сборник "MOBILE SUIT GUNDAM SEED DESTINY COMPLETE BEST", при составлении которого отметился и Таканори Нисикава. В июне 2006 года в продажу поступил альбом "1000000000000", в январе 2007 года Таканори посетил "ROCK NIPPON Shouji Noriko Selection".

### Preserved Roses / Kakumei Dualism
В 2013 году Нисикава сотрудничал с Наной Мидзуки.

### (天) Ten
В 13 мая 2015 года вышел альбом Ten, что означало "рай" и 10 альбом Таканори. Этот альбом был представлен спустя 4 года после релиза "Cloud Nine". В альбоме 15 треков такие как: "FLAGS", "The party must go on", "Count ZERO" и "Summer Blizzard", "HEAVEN ONLY KNOWS ～Get the Power～", которые были только в цифровом виде. И включает в себя абсолютно новые песни "DOUBLE-DEAL" и "AMAKAZE". Альбом поставляется в лимитированных версиях (А и Б) и обычное издание.
В ограниченной версии идет диск с концертными записями "Inazuma Rock Fes 2014" и версия Б содержит в себе запись "T.M.R. LIVE REVOLUTION’14 in Taipei" и интервью.
Также был тур "T.M.R. LIVE REVOLUTION’15 -Ten-", который стартовал 4 апреля, а завершился 6 сентября.

### Committed RED / Inherit the Force и 2020 -T.M.Revolution All Time Best
6 апреля 2016 года, Нисикава выпускает сингл  "Committed RED / Inherit the Force". Песня "Committed RED" послужила главной темой для игры на платформе PlayStation 4 Sengoku Basara: Sanada Yukimura-Den (Sengoku Basara: The Legend of Sanada Yukimura), а песня "Inherit the force" была использована в качестве темы для игры на платформе PlayStation Vita Kidou Senshi Gundam EXTREME VS-FORCE.
Также Нисикава совместно с корейской музыкальной группой AOA выпускает сингл "Ai Wo Choudai" (愛をちょうだい feat. TAKANORI NISHIKAWA (T.M.Revolution)).
11 мая 2016 года у T.M.Revolution выходит альбом "2020 -T.M.Revolution All Time Best-" , альбом посвящен двадцатилетию карьеры Таканори. Сам альбом состоит из 3х дисков и DVD: первый диск содержит в себе все синглы выпущенные до 2000 года (от 1996 до 2000 включительно), второй диск содержит в себе все синглы выпущенные с 2001 по 2010 год включительно, а третий диск содержит все синглы с 2011 года по 2016 год включительно, также входят и синглы "Committed RED" и "Inherit the Force". DVD  содержит в себе видео "20 Years of Nishikawa in 2020 Seconds" в видео рассказывается о карьере музыканта с 1996 года до нашего времени (2016 г.)

### Takanori Nishikawa, BIRI x BIRI и Bright Burning Shout
19 сентября 2017 года, Нисикава выпускает сингл "BIRI x BIRI" созданный совместно с Сюта Суэёси из AAA. В этом сингле Таканори Нисикава использует свое настоящее имя вместо сценического псевдонима T.M.Revolution. Песня используется в качестве темы фильма Овердрайв.
28 января 2018 года Таканори выпускает второй цифровой сингл под своим именем "Bright Burning Shout", а 7 марта 2018 выходит версия сингла на CD и DVD. "Bright Burning Shout" стала открывающей темой для аниме Fate/Extra Last Encore.
Сам Нисикава заявляет, что ему бы хотелось попробовать больше разнообразных стилей музыки под своим именем.

## abingdon boys school
Нисикава создал группу под названием abingdon boys school в 2005 году. Бывший гитарист ex-Wands Хироси Сибасаки присоединился к группе наряду с Sunao и Тосиюки Киси. abingdon boys school семь раз попадала в первую десятку хитов и выпустила два альбома, а также коллектив гастролировал по всей Европе. В сентябре 2006 года компания Sony Music официально объявила о дебюте группы. Вышедший вскоре после этого дебютный сингл abingdon boys school под названием INNOCENT SORROW занял четвертое место в чарте Oricon. 5 декабря 2007 года вышел четвертый сингл группы, Blade Chord. Песня из этого сингла была использована в видеоигре Sengoku Basara: Heroes.

## Дискография
Нисикава выпустил 10 студийных альбомов, 32 сингла, 8 сборников, 1 remix альбом.
- Студийные альбомы:
- 1996 — MAKES REVOLUTION
- 1997 — Restoration LEVEL 3
- 1998 — Triple joker
- 1999 — The Force
- 2000 — Progress
- 2003 — Coordinate
- 2004 — SEVENTH HEAVEN
- 2005 — Vertical infinity
- 2011 — CLOUD NINE
- 2015 — Ten
- Синглы
- 1995 — BLACK OR WHITE? [as Daisuke Asakura expd. Takanori Nishikawa]
- 1996 — "独裁 -monopolize-" (Dokusai -monopolize-; Dictatorship -monopolize-) 臍淑女 -ヴィーナス- (Hesoshukujo -Venus-; Navel Lady -Venus-) HEART OF SWORD ～夜明け前～ (HEART OF SWORD ~Yoake Mae~; HEART OF SWORD ~Before Dawn~)
- 1997 — LEVEL 4 
 HIGH PRESSURE 
 WHITE BREATH
- 1998 — 蒼い霹靂 (Aoi Hekireki; Blue Thunder)
  HOT LIMIT 
  THUNDERBIRD 
  Burnin’ X’mas
- 1999 — WILD RUSH
- 2000 — BLACK OR WHITE? version 3 
  HEAT CAPACITY 
  魔弾 ～Der Freischütz～/Love Saver (Madan ~Der Freischütz~; Magic Bullet ~The Freeshooter~)
- 2001 — BOARDING
- 2002 — Out of Orbit ~Triple ZERO~ 
  INVOKE
- 2004 — Albireo 
  Web of Night 
  ignited
- 2005 — vestige
- 2008 — resonance
- 2010 — Naked Arms/Sword Summit 
  Save The One, Save The All
- 2011 — FLAGS
- 2013 — Preserved Roses (with Nana Mizuki) 
  Kakumei Dualism (with Nana Mizuki) 
  HEAVEN ONLY KNOWS ~Get the Power~
- 2014 — Count ZERO/Runners high *Split single with SCANDAL (Runners high)
  Tsukiyabureru- Time to Smash! 
  Phantom Pain
- 2015 — DOUBLE — DEAL
- 2016 — Committed RED / Inherit the Force, RAIMEI
- 2017 — BIRI X BIRI (совместно с Сюта Суэёси, AAA)
- 2018 — Bright Burning Shout
- Сборники:
- 2000 — DISCORdanza: Try My Remix ~Single Collections~
- 2002 — B☆E☆S☆T
- 2006 — UNDER:COVER
- 2006 — 1000000000000 — 10th anniversray compilation 2СD
- 2010 — X42S-REVOLUTION
- 2013 — UNDER:COVER 2

GEISHA BOY: Anime Song Experience [Otakon 2013 Exclusive Anime Song Compilation]
- 2016 — 2020 -T.M.Revolution All Time Best-

### Takanori Nishikawa
- 19.09.2017 - BIRI x BIRI (feat.Sueyoshi Shuta AAA)
- 7.03.2018 - Bright Burning Shout
- 5.10.2018 - Be Affected (西川貴教 × Fear, and Loathing in Las Vegas)
- 14.11.2018 - His/Story / Roll The Dice

## VHS
- 1996 —  MAKES REVOLUTION (September 21, 1996)

LIVE REVOLUTION 1 -MAKES REVOLUTION-
- 1997 — restoration LEVEL➝3 (May 21, 1997)

LIVE REVOLUTION 2 -restoration LEVEL➝3-
- 1998 — riple joker

LIVE REVOLUTION 3 -KING OF JOKER-
- 1999 — the force

LIVE REVOLUTION 4 -THE FORCE-
- 2001 — 0001

## Фильмография

### Аниме
- Rurouni Kenshin (1996) ➝ Orochi no Ren (大蛇の煉?)
- Pet Shop of Horrors (1999) ➝ Seymour Krelborn (Japanese production)
- Beautiful Life (2000) ➝ Satoru Kawamura (川村サトル Kawamura Satoru)
- Mobile Suit Gundam SEED (2002/2003) ➝ Miguel Aiman / narrator (phase-26)
- Mobile Suit Gundam SEED Destiny (2005) ➝ Heine Westenfluss
- Nursing Étoile (介護エトワール Kaigo Etoile?, 2006) ➝ Takeo Baba (馬場竹雄 Baba Takeo?)
- Corazon de Melon (2008) ➝ Hiromi
- Marvel Disk Wars: The Avengers (2014) ➝ Silver Samurai
- Sengoku Basara: End of Judgement (2014) ➝ Sakai Tadatsugu
- Shin SD Gundam Force Tensei Knight Saga (2014/2015) Knight Gundam/Versal Knight Gundam/Superior Dragon, Musha Godmaru

### Видеоигры
- Genshin Impact (2021) - Аратаки Итто[13]

## Продукция
- Фотоальбомы
  - Starman from Miracle Wonder Planet (1997)
  - T.M.R. LIVE REVOLUTION ’97 -Joker- Documentary Tour Book (1997-98)
  - T.M.Revolution PERFECT BIBLE Volume 3 (1998)
  - Takanori Nishikawa B-Pass Special Edition PERFECT BIBLE Volume 4 (1998)
  - T.M.R. LIVE REVOLUTION ’98 Joker Type 2 -Great Fighter- (1998)
  - the end of genesis T.M.R.evolution turbo type D (1999)
  - SEVENTH HEAVEN (2004)
  - Ray of Light — DEFROCK (2005)
  - UNDER:COVER (2006)
  - RE:INCARNATION (2009)
  - INAZUMA ROCK FES. 2009 DOCUMENT PHOTO BOOK (2009)
  - INAZUMA ROCK FES. 2010 DOCUMENT PHOTO BOOK (2010)
  - INAZUMA ROCK FES. 2011 DOCUMENT PHOTO BOOK (2011)
  - INAZUMA ROCK FES. 2012 DOCUMENT PHOTO BOOK (2012)
  - INAZUMA ROCK FES. 2013 DOCUMENT PHOTO BOOK (2013)